# Youyou (embarcation)
Pour les articles homonymes, voir Youyou.

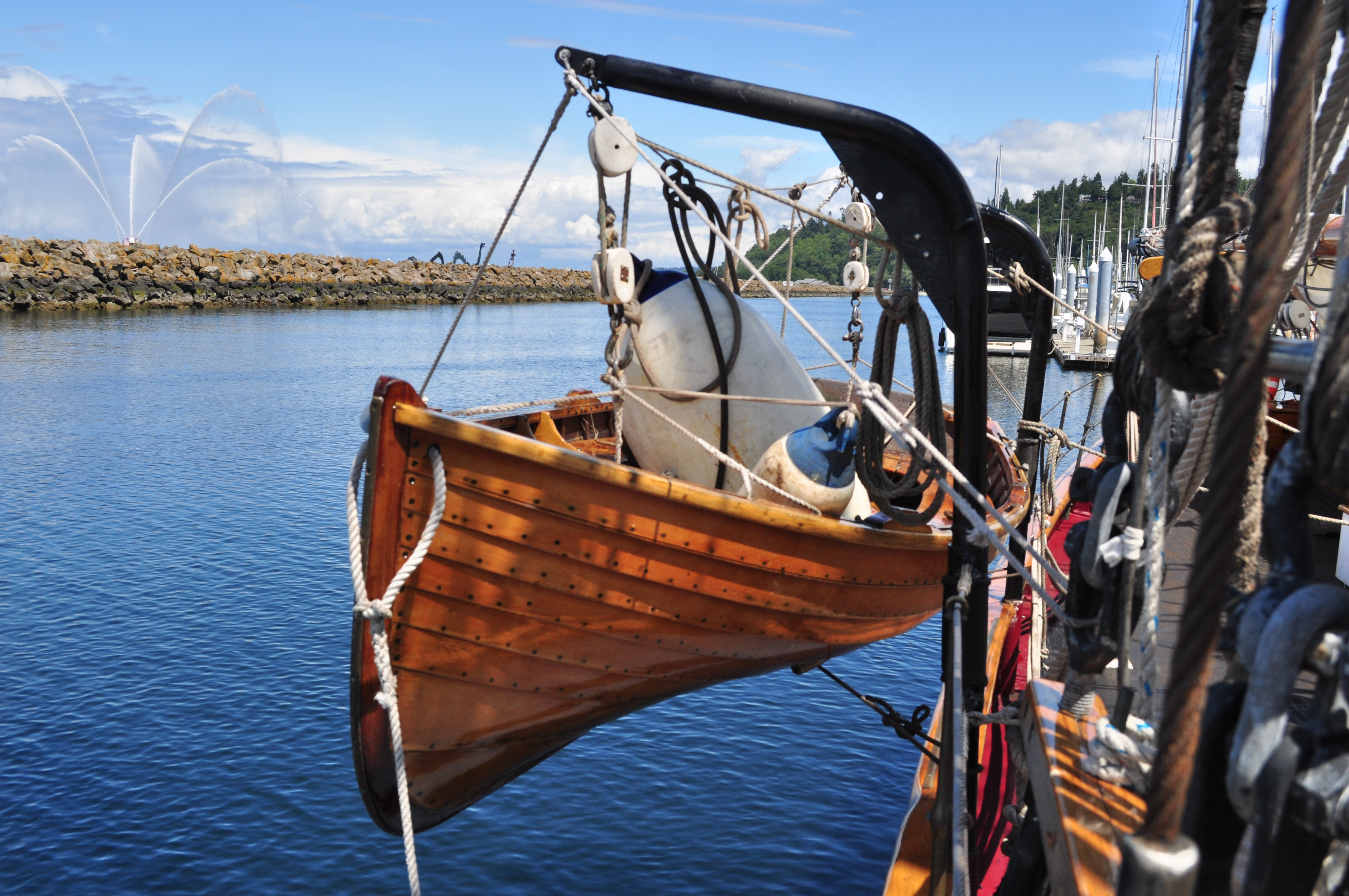
Youyou de la goélette Adventuress : c'est l'annexe du bateau.

Un youyou ou you you, est une petite embarcation à poupe large servant d'annexe à voile ou rame, utilisée pour divers services dont pour embarquer ou débarquer d'un bateau mouillé à proximité d'un rivage abrité, sans vagues ni courant,,.
Il s'agit à l'origine d'un type d'embarcation chinoise.

## Historique
Le terme est emprunté au dialecte chinois Min utilisé dans le sud de la province du Fujian : youyou qui signifie « petit canot à godille ». Ce terme est lui même formé de la répétition du chinois commun yáo 摇 qui signifie « godiller ». À l'origine un youyou est une petite embarcation chinoise utilisée en rivières sur des plans d'eau maritimes abrités, manœuvré avec une godille,.

## Citation
Le célèbre Sous-Marin Casabianca, réchappé du sabordage de la flotte de Toulon, fit plusieurs missions secrètes en Corse et vers la côte d'Azur à partir d'Alger, pour livrer des cargaison d'armes (parfois plusieurs tonnes) aux mouvements de résistance et déposer ou rembarquer des agents de liaison. Pour ce type de missions la qualité des annexes était un facteur crucial. Le Casabianca en utilisa beaucoup, de différents types (doris, embarcations pneumatiques, plates, annexes en tôle très bruyante bricolée par les mécaniciens de l'arsenal d'Alger, et divers youyous élégants volés par les matelots au Yacht-Club d'Alger). Lors de ces équipées nocturnes, les embarcations étaient souvent malmenées et détruites (tirs des sentinelles italiennes, déferlantes et détérioration de la météo) et les matelots contraint de passer dans la clandestinité en Corse, ce qui inspira au Commandant l'Herminier cette citation : "C'est quand même assommant de faire la guerre à la merci d'un youyou !".